# Svenska mästerskapen i fälttävlan 1999
Svenska mästerskapen i fälttävlan 1999 avgjordes i Vinslöv. Tävlingen var den 49:e upplagan av Svenska mästerskapen i fälttävlan.

## Resultat
| Placering | Ryttare          | Häst           |
| --------- | ---------------- | -------------- |
| 1         | Linda Algotsson  | Stand By Me    |
| 2         | Peder Fredricson | Fearless Phil  |
| 3         | Anna Nilsson     | Azzaro Z       |
| 4         | Sofia Andler     | Amaretto       |
| 5         | Anna Hassö       | Son of a Bitch |
| 6         | Ellen Brunes     | Don Pedro      |